# Lynx lynx lynx
Lynx lynx lynx este o subspecie de mărime medie a râsului eurasiatic (Lynx lynx).

## Areal și habitat
L. l. lynx este găsită în Fennoscandia, Statele baltice, partea nordică și centrală a Poloniei (incluzând Pădurea Białowieża și Parcul Național Kampinoski), Belarus, partea europeană a Rusiei de vest, nord, centrale și de est, Munții Ural, și Siberia de Vest la est de Râul Enisei.

## Prăzi
L. l. lynx vânează în mare parte mamifere și păsări de mărime mică până la destul de mare. Printre animalele prăzi înregistrate se numără iepuri de câmp și albi, iepuri de vizuină, veverițe roșii, veverițe zburătoare siberiene, pârși, șoareci, mustelide (precum jderi), păsări din tribul Tetraonini⁠(en)[traduceți], vulpi roșii, enoți, mistreți, căprioare europene, elani, cerbi roșii și alte copitate de mărime medie. Reni (Rangifer tarandus) semidomestici reprezintă prăzile sale principale în nordul Scandinaviei.

## Prădători și dușmani
În pădurile rusești, cel mai important prădător al râsului eurasiatic este lupul cenușiu. În haite, lupii ucid și mănâncă râșii ce nu reușesc să scape în copaci. Populațiile de râși scad atunci când lupii apar într-o regiune, și este mai probabil ca râșii să ucidă prăzi mai mici acolo unde lupii sunt activi.
Glutonii sunt probabil cei mai perseverenți dintre concurenții pentru prăzi ucise, adesea furând prăzile râșilor. Râșii obișnuiesc să evite în mod activ întâlnirile cu glutoni, dar uneori se poate întâmpla să se lupte cu ei dacă își apără puii. Un studiu efectuat în Suedia a constatat că din 33 de decese de râs dintr-o populație observată, unul a fost ucis probabil de un gluton. Un alt exemplu cunoscut de un gluton adult vânând un râs adult a fost observat în zona Fluviului Pechora, deși aceasta pare să fi fost doar o afirmație anecdotică. Nu există cazuri cunoscute de râs care se vâneze un gluton.
Urșii bruni, deși nu sunt (din câte se știe) prădători ai râsului eurasiatic, sunt în unele zone uzurpatori semi-obișnuiți ai copitatelor ucise de râși, nu infrecvent înainte ca felida însăși să fi avut șansa să mănânce prada.